# Kunirejo Wetan
Kunirejo Wetan is een bestuurslaag in het regentschap Purworejo van de provincie Midden-Java, Indonesië. Kunirejo Wetan telt 310 inwoners (volkstelling 2010).